# Pallidochromis tokolosh
Espèce
Statut de conservation UICN

 LC  : Préoccupation mineure
Pallidochromis tokolosh est une espèce de poissons de la famille des Cichlidés endémique du lac Malawi. Elle est l'unique espèce du genre Pallidochromis.